# Musculus occipitofrontalis
De musculus occipitofrontalis of fronsspier is een spier die boven op de schedel ligt.  De musculus occipitofrontalis  bestaat uit twee delen, namelijk de venter frontalis en de venter occiptalis. De venter frontalis zit vast aan de huid van de wenkbrauwen en van de neusrug en is onderdeel van een gezamenlijk spiervlechtwerk met de musculi procerus, corrugator supercilii, depressor supercilii et orbicularis oculi. De aanhechting van de venter frontalis is de galea aponeurotica,  een stevige bindweefsellaag op het midden van het schedeldak. De venter occipitalis kent zijn oorsprong bij de linea nuchalis suprema op het achterhoofdsbeen. De twee delen van de spier trekken de schedel respectievelijk naar voren en naar achteren en bewegen zo de hoofdhuid. Als alleen de venter frontalis wordt aangespannen ontstaan er dwarse plooien in de huid van het voorhoofd, het zogenaamde fronsen. Deze spier wordt overeenkomstig ook de fronsspier genoemd. De musculus occipitofrontalis wordt geïnnerveerd door de nervus facialis.